# 中池 (玉野市)
中池（なかいけ）は岡山県玉野市田井の深山公園にあるため池である。堤高12m、堤頂長106m、総貯水量200,000m3。

## 地理
水路が整備されており、同じく深山公園の赤松池に接続されている。玉野市は乾燥して降水量が少ない地域であるため、中池のほかにもたくさんのため池が存在する。

## 周辺
- 深山公園を参照